# Yosha Iglesias
Yosha Iglesias, née le 22 décembre 1987 à Paris, est une joueuse d'échecs française.

## Biographie
Yosha Iglesias est née le 22 décembre 1987 en France. Elle a commencé à se rendre dans un club d'échecs à 9 ans. En plus d'être joueuse d'échecs, elle est aussi entraineuse d'échecs, compositrice de problèmes d'échecs, youtubeuse, et joueuse de poker. Elle a travaillé pour chess24. Elle s'est entraînée avec la championne allemande Annemarie Sylvia Meier. Elle a envisagé de transitionner quand elle avait 20 ans, et a fini par le faire autour de 2020.
Dans une interview accordée en juin 2022 à Jennifer Shahade, Yosha Iglesias prône la mise en place de politiques trans-inclusives au sein des organisations échiquéennes, affirmant que : « Si les hommes et les femmes ont les mêmes compétences au jeu d'échecs, l'existence de la catégorie dite "féminine" est justifiée par les discriminations et les difficultés supplémentaires rencontrées par les joueuses en raison de leur genre. Et croyez-moi, les joueuses trans ne sont pas plus épargnées que les autres. » Elle est l'une des seules joueuses d'échecs professionnelles transgenres au monde.
En septembre 2022, Iglesias publie une vidéo sur sa chaîne YouTube pendant l'affaire Carlsen contre Niemann. En utilisant l'outil d'analyse Chessbase, elle fait part de ses suspicions envers Hans Niemann qui aurait alors joué avec une précision de 100% dans 10 de ses parties devant l'échiquier, et souligne qu'il s'agirait d'une preuve de sa triche. Elle admet néanmoins au même moment dans une interview pour le journal L'Équipe qu'il n'y aura jamais de preuve formelle contre Hans Niemann.
En 2023, Iglesias fait partie des 14 femmes ayant signé une lettre ouverte dénonçant le sexisme et les violences sexistes dans le monde des échecs français.
En août 2023, Iglesias dénonce la décision de la FIDE de refuser la participation des femmes trans aux événements féminins, qualifiant ce règlement "[d']injuste, excluant et discriminant",,. Elle a rempli les conditions d'obtention du titre de Maître international féminin en décembre de la même année malgré ce règlement, devenant la première personne ouvertement trans à se qualifier pour ce titre,.
En mars 2024, Yosha Iglesias perd en finale du championnat de France de blitz, face à Marie Sebag.
Elle est élue parmi les 40 femmes d'exception Forbes de l'année 2024.
En juin 2025, elle est sacrée championne de France de blitz.